# Gérard Krawczyk
Gérard Krawczyk er en fransk instruktør, manuskriptforfatter og skuespiller. Han er uddannet fra IDHEC.

## Filmografi

### Instruktør
- 2007 – L'auberge rouge
- 2007 – Taxi 4
- 2005 – La vie est à nous!
- 2003 – Fanfan La Tulipe
- 2003 – Taxi 3
- 2001 – Wasabi
- 2000 – Taxi 2
- 1997 – Héroïnes
- 1993 – Le prix d'une femme (TV)
- 1988 – Méliès 88: La providence de Notre-Dame des flots (TV kortfilm)
- 1987 – L'été en pente douce
- 1986 – Je hais les acteurs
- 1984 – Homicide by Night (kortfilm)
- 1982 – Toro Moreno (kortfilm)
- 1981 – Le concept subtil (kortfilm)

### Skuespiller
- 2008 – Cliente
- 2005 – La vie est à nous!
- 2003 – Taxi 3
- 1999 – Jeanne d'Arc
- 1997 – Héroïnes
- 1997 – Amour & confusions
- 1996 – XY, drôle de conception
- 1990 – Deux flics à Belleville (TV)
- 1985 – Les bargeot (TV serie)
- 1981 – Si ma gueule vous plaît